# Arichanna conspersa
Arichanna conspersa är en fjärilsart som beskrevs av Butler 1880. Arichanna conspersa ingår i släktet Arichanna och familjen mätare. Inga underarter finns listade i Catalogue of Life.